# Laccophilus nigricans
Laccophilus nigricans är en skalbaggsart som beskrevs av Sharp 1882. Laccophilus nigricans ingår i släktet Laccophilus och familjen dykare. Inga underarter finns listade i Catalogue of Life.